# Вахания, Илья Сосоевич
Илья́ Сосо́евич Ваха́ния (род. 14 января 2001, Санкт-Петербург) — российский футболист, защитник клуба «Ростов».

## Биография
Илья Вахания родился 14 января 2001 года в Санкт-Петербурге. Имеет грузинские корни по линии отца Сосо Вахании.
Воспитанник Академии ФК «Зенит» Санкт-Петербург. 
В 2020 году начал выступать за «Зенит-2».
В июле 2023 года перешел в «Ростов».
В чемпионате России дебютировал 5 августа 2023 года в гостевом матче против  «Крыльев Советов» (1:5).
Вахания перешёл в «Ростов» летом 2023 года.
28 мая 2024 года был вызван в сборную России на товарищеский матч со сборной Беларуси, в котором провёл весь матч.